# 22 courts-métrages sur Springfield
22 courts-métrages sur Springfield (22 Short Films About Springfield) est le 21e épisode de la saison 7 de la série télévisée d'animation Les Simpson.

## Synopsis
Cet épisode rassemble de nombreuses saynètes (mais pas 22, le titre étant une référence à « Thirty Two Short Films About Glenn Gould ») sur la vie de divers habitants de Springfield, du péquenaud Cletus au riche et cruel M. Burns.
1. Bart et Milhouse sur un pont, crachent sur les voitures pour s'amuser. Bart s'interroge alors sur ce que vivent les divers habitants pendant qu'ils parlent.
2. Apu décide d'aller à une fête et de quitter son magasin cinq minutes, ce qui lui arrive très rarement.
3. Lisa reçoit du chewing-gum dans les cheveux et l'enlever va s'avérer très compliqué.
4. Smithers est piqué par une guêpe alors qu'il est allergique à leurs piqûres.
5. Le docteur Nick Riviera est accusé de négligences avec ses patients.
6. Le Serpent fait un braquage à la taverne de Moe.
7. L'inspecteur Chalmers est invité chez le proviseur Skinner, mais celui-ci est paniqué lorsqu'il rate son repas.
8. Homer enferme par mégarde Maggie dans un distributeur de journaux.
9. Le chef Wiggum et ses collègues s'interrogent sur les restaurants McDonald's.
10. L'abeille mexicaine rentre chez lui après une journée harassante, mais provoque une catastrophe.
11. Le chef Wiggum et Le Serpent sont pris en otage par Hermann.
12. Le Révérend LoveJoy fait faire à son chien ses besoins sur la pelouse de Ned, mais il est pris en flagrant délit.
13. Une grande partie de la ville aide, sans succès, Lisa à se débarrasser de son chewing-gum dans les cheveux.
14. Cletus le péquenaud trouve des chaussures pour sa fiancée Brandine.
15. Milhouse a besoin d'aller aux toilettes, il demande au vendeur de bandes dessinées, qui n'acceptera que si Milhouse lui achète quelque chose.
16. En se rendant à l'armurerie d'Hermann, Milhouse et son père sauvent accidentellement Wiggum et Le Serpent des griffes d'Hermann qui les retient en otage.
17. Lisa se rend chez le coiffeur qui lui enlève le chewing-gum qu'elle a dans les cheveux et lui fait une belle coupe.
18. Nelson se moque de la coupe Lisa, puis se moque d'un géant qui conduit une petite voiture. Celui-ci le prend en chasse et se venge.
19. Du haut du pont, en voyant cette dernière scène, Bart et Milhouse constatent qu'il arrive des choses intéressantes aux gens de Springfield.
20. Le professeur Frink arrive juste avant le générique, qui débute pendant qu'il parle.

## Note
- Il s'agit du seul épisode où l'homme abeille est vu sans son costume.
- Au début de l'épisode, on peut voir que l'épisode comporte un nombre incroyable d'auteurs, chacun ayant écrit un segment.
- Durant la scène entre Chalmers et Skinner, Skinner ment treize fois ce qui n'était jamais arrivé.
  - cette scène (surnommé Steamed Hams) à eu un regain d'intérêt vers 2016, où les utilisateurs reprennent la scène avec quelque changement ou condition, très souvent en lieu avec la culture populaire, geek et Internet notamment les mèmes les YouTube Poops et le shitposting[1],[2],[3]

## Erreurs
- Lors de la scène chez le proviseur Skinner, l'inspecteur Chalmers mange un morceau de son hamburger, mais lorsqu'il le tourne pour le montrer, il est étrangement entier.